# Aeroportul Mao
Aeroportul Mao (IATA: AMO, ICAO: FTTU) este un aeroport din Ciad ce deservește zona Mao. A fost numit după zona deservită.
Situat la o altitudine de 355 m, aeroportul dispune de o singură pistă.